# Pentagram
Pentagram oziroma peterokraka zvezda je geometrijski lik, narisan s petimi daljicami.
Pentagram kot simbol so uporabljali že stari Grki in Babilonci.
Pentagram je pogost element državnih zastav, kot rdeča zvezda pa tudi simbolizira komunizem.
Vsak krak predstavlja en element narave: vodo, zrak, ogenj, zemljo in svetlobo.